# Ambasada RP w Tallinnie
Ambasada Rzeczypospolitej Polskiej w Tallinnie (est. Poola Vabariigi Suursaatkond Tallinnas) – polska misja dyplomatyczna w stolicy Estonii.

## Struktura placówki
- Wydział Polityczno-Ekonomiczny i Konsularny
- Ataszat obrony
- Referat ds. Administracyjno-Finansowych

## Rys historyczny
Rzeczpospolita Polska uznała de iure Republikę Estońską 27 stycznia 1921. W tym dniu stosowny akt uznania, podpisany przez ministra spraw zagranicznych Eustachego Sapiehę 31 grudnia 1920, został wręczony władzom estońskim przez posła RP Leona Wasilewskiego. Za datę nawiązania stosunków należy uznać 4 maja 1921, gdy przedstawiciel Republiki Estońskiej Aleksander Hellat złożył w Warszawie listy polecające w Ministerstwie Spraw Zagranicznych. Niemniej pierwszy poseł RP Leon Wasilewski został akredytowany wcześniej, bo już 24 kwietnia 1920. 
Stosunki dyplomatyczne między Polską a Estonią zostały odnowione 9 września 1991. 2 lipca 1992 podpisano w Tallinnie „Traktat między Rzecząpospolitą Polską a Republiką Estońską o przyjaznej współpracy i bałtyckim dobrosąsiedztwie”. Od 1993 działa Ambasada RP w Tallinnie, zorganizowana w 1994 przy ulicy Parnawskiej (Pärnu maantee 8) przez ambasadora Jakuba Wołąsiewicza, a od 1995 Ambasada Republiki Estońskiej w Warszawie.